# Tiranet frontblanc
El tiranet frontblanc (Acrochordopus zeledoni) és una espècie d'ocell de la família dels tirànids (Tyrannidae). Es troba a Bolívia, Colòmbia, Costa Rica, Equador, Panamà, Perú i Veneçuela.

## Descripció
El tiranet frontblanc fa uns 11 a 12,5 cm de llarg i pesa uns 12,5 g. Ambdós sexes tenen el mateix plomatge. Els adults de la subespècie nominal A. z. zeledoni tenen la corona i el clatell de color pissarra i l'esquena i la gropa de color verd oliva. El front és blanc i el color s'estén a través dels lores i sobre l'ull. Tenen una línia fosca estreta a través de l'ull i la cara per sota és blanquinosa. Les ales són fosques amb dues barres grogues. La cua és de color verd oliva. La gola és blanquinosa i la part inferior de color groc-gris que és un groc més pur al centre.
Totes les subespècies tenen l'iris marró vermellós o gris sorrenc pàl·lid i potes i potes negres o foscos. La subespècie nominal i A. z. leucogonys tenen un maxil·lar negre o fosc i una mandíbula rosa pàl·lida. Les altres subespècies tenen el bec totalment negre o fosc.

## Distribució i hàbitat
El tiranet frontblanc té una distribució molt disjunta. Cap àrea de distribució de subespècies es troba amb una altra i fins i tot dins de cada àrea la distribució no és contínua.
Habita principalment el dosser dels boscos perennes humits a les zones subtropicals i tropicals. També habita les vores del bosc, les clarianes amb arbres dispersos i el bosc secundari madur. En altitud es troba entre 800 i 2.800 m a Costa Rica, 900 i 1.850 m a Panamà, 500 i 1.000 m a Colòmbia, 600 i 1,500 m a l'Equador, 750 i 1.600 m al Perú, i 475 i 1.800 m a Veneçuela.

## Comportament

### Moviment
El tiranet frontblanc és un resident durant tot l'any a tota la seva distribució.

### Alimentació
La dieta del tiranet frontblanc no s'ha estudiat, però se sap que inclou artròpodes i baies petites. Normalment, s'alimenta de manera individual i sovint s'uneix a grups d'espècies mixtes. S'alimenta principalment als nivells mitjà i superior del bosc i, de vegades, més baix, agafant preses i recol·lectant fruits mentre està posat o fent petites enlairades.

### Cria
L'època de reproducció del tiranet frontblanc no s'ha definit, però se sap que inclou l'agost a Panamà. Un niu era una copa feta de molsa sobre una branca horitzontal a 12 m a la copa d'un arbre. Els dos membres de la parella el van construir. No se sap res més sobre la biologia reproductiva de l'espècie.

## Taxonomia i sistemàtica
El tiranet frontblanc té una història taxonòmica complicada. Va ser descrit originalment com Pogonotriccus?(sic) zeledoni. Durant gran part del segle XX es va col·locar en el gènere Acrochordopus, que a la dècada de 1970 es va fusionar amb Phyllomyias. En aquella època es va agrupar amb el tiranet de Brumeister (llavors Phyllomyias burmeisteri, ara Acrohordopus burmeisteri) per considerar-los coespecífics. Un estudi publicat el 2020 va demostrar que Phyllomyias era polifilètic i que aquesta espècie juntament amb A. burmeisteri no hi pertanyien.
El setembre de 2023, el Comitè de Classificació Sud-americà de la Societat Americana d'Ornitologia va ressuscitar el gènere Acrohordopus, va restaurar el tiranet frontblanc a l'estatus complet d'espècie i el va traslladar de nou a Acrohordopus. El Comitè de Classificació Nord-americà de l'AOS va seguir el mateix el juliol de 2024, així com el Congrés Ornitològic Internacional (IOC) l'agost de 2024 i la taxonomia Clements l'octubre de 2024. A partir de novembre de 2024, Manual dels Ocells del Món (HBW) i BirdLife International conserven l'espècie del gènere Phyllomyias.
El tiranet frontblanc té aquestes cinc subespècies:
- A. z. zeledoni (Lawrence, 1869) – Costa Rica i Panamà occidental
- A. z. leucogonys (Sclater $ Salvin, 1871) - Colòmbia central, l'est de l'Equador i el nord-est del Perú.
- A. z. wetmorei (Aveledo & Pons, 1953) – Serralada del Perijá (nord-est de Colòmbia i nord-oest de Veneçuela)
- A. z. viridiceps (Zimmer & Phelps, 1944) – nord de Veneçuela
- A. z. bunites (Wetmore & Phelps Jr, 1956) - tepuis del sud de Veneçuela